# Solimán I de Persia
Sam Mirza (persa: سام میرزا), más tarde conocido por su primer nombre dinástico de Safi II (شاه صفی), y posteriormente conocido por su más famoso segundo nombre dinástico de Suleiman I (شاه سلیمان), fue el octavo shah Safavida (rey) de Irán, reinando desde el 1 de noviembre de 1666 hasta el 29 de julio de 1694.

## Familia, juventud y ascenso
Sam Mirza nació en febrero de 1648 (o marzo); era el hijo mayor del anterior Shah Abbas II y la esclava circasiana Nakihat Khanum. Sam Mirza tenía un hermano menor llamado Hamza Mirza, así como otros dos hermanos llamados Ismail Mirza y Mirza Ali Naqi. También tenía dos hermanas cuyos nombres no son conocidos. Sam Mirza creció aislado en el harén real, donde fue atendido por Agha Nazira, un eunuco. Debido a esto, el primer idioma de Sam Mirza fue el azerbaiyano; Todavía no se sabe con claridad cuánto persa pudo hablar. Además, debido a la forma en que se crio Sam Mirza, tenía mucha menos experiencia y menos energía que su padre, lo que tuvo consecuencias significativas para su reinado.
Abbas II murió en Khosrowabad el 25 de octubre de 1666, sin designar a su sucesor. Cinco días después, la noticia se extendió a Isfahán. Los eunucos, que cuidaban el palacio, ahora tienen que nombrar al sucesor; La mayoría de ellos preferían a Hamza Mirzala de siete años, a quien podían controlar fácilmente. Sin embargo, el asunto se decidió cuando el tutor de Hamza Mirza hizo una declaración en la corte en apoyo de Sam Mirza para asumir el trono.

## Reinado

### Reinado después de la primera coronación; 1666-1668
Un día después, el 1 de noviembre de 1666, Sam Mirza fue coronado como Safi II. La ceremonia tuvo lugar en la tarde y fue dirigida por Mohammad-Baqer Sabzavari, el Shayj al-islam de Isfahán. Safi II recibió las cabezas de algunos uzbekos muertos y, a su vez, recompensó a los que le habían dado las cabezas con dinero. También dio dinero a 300 exiliados del Imperio Otomano quienes buscaron refugio en Irán para evitar ser inscritos en el ejército otomano. Todos los cargos administrativos fueron reconfirmados ese mismo día. El nombre "Abbas II" se eliminó de los sellos reales, y se acuñaron nuevas monedas a nombre de Safi II. Demostrando la elegancia del cambio, la ciudad de Isfahán se mantuvo en paz; "Las tiendas permanecieron abiertas, y la vida continuó como si nada hubiera pasado, lo que provocó que residentes extranjeros que, temiendo disturbios y saqueos, mantuvieron sus casas cerradas, emergieran antes de que terminara el día".
El primer año de su reinado fue marcadamente infructuoso. Una serie de desastres naturales tales como terremotos (terremoto de 1667 Shamakhi) en Shirvan, propagación de enfermedades mortales en todo Irán, combinados con devastadoras incursiones del cosaco Stenka Razin en la costa del Mar Caspio, convencieron a los astrólogos de la corte de que la coronación había tenido lugar en el momento equivocado, y la ceremonia se repitió el 20 de marzo de 1668. El shah tomó el nuevo nombre de Suleiman I. Tenía poco interés en los asuntos del gobierno, prefiriendo retirarse al harén.

### Reinado después de la segunda coronación; 1668-1694
Dejó la toma de decisiones políticas a sus grandes visires o a un consejo de eunucos del harén, cuyo poder aumentó durante el reinado del shah. La corrupción se generalizó en Persia y la disciplina en el ejército fue peligrosamente laxa. Al mismo tiempo, los ingresos aumentaron por la imposición de nuevos y mayores impuestos. Esto afectó la economía del país y extendió la pobreza, lo que resultó en muchas rebeliones incluso en la capital de Suleiman, Isfahán. En 1672, Suleiman ofreció el ex visir Mohammad Beg convertirse en visir, una vez más, que él aceptó, pero cuando se dirigía a Isfahán, murió. Según el viajero francés Jean Chardin, Mohammad Beg había sido envenenado por el visir Shaykh Ali Khan Zangana de Suleiman. En 1676, Suleiman nombró al príncipe georgiano Jorge XI como el gobernante de Kartli.
En la década de 1670, los georgianos llegaron a constituir una parte aún mayor de las fuerzas de combate reales Safavidas, alcanzando un número disputado de 40,000.
Suleiman no intentó explotar la debilidad del rival tradicional de Persia, el Imperio Otomano, luego de que estos sufrieran una grave derrota en la Batalla de Viena en 1683. Incluso rechazó las propuestas de los estados europeos para formar una coalición contra el Imperio Otomano. Persia también sufrió incursiones de los uzbekos y kalmyks en las fronteras este y norte (norte del Cáucaso) del imperio, respectivamente.
En 1688, Jorge XI se rebeló contra Suleiman e intentó instar a los otomanos a que lo ayudaran. Sin embargo, su solicitud de ayuda fue infructuosa, y Suleiman nombró a otro príncipe georgiano llamado Heraclio I como el gobernante de Kartli, y obligó a Jorge XI a huir de Kartli. Para asegurar el control iraní sobre Kartli, nombró a Abbas-Quli Khan como el virrey de la región.
Los Qizilbash seguía siendo una parte importante del aparato ejecutivo Safavida, a pesar de que los caucásicos étnicos habían llegado a reemplazarlos en gran parte. Por ejemplo, incluso en la década de 1690, cuando los grupos étnicos georgianos formaron el pilar de los militares Safavidas, el Qizilbash todavía jugaba un papel importante en el ejército.

## Actividad diplomática
La actividad diplomática ya había comenzado a disminuir desde el reinado de Shah Abbas I (r. 1587–1629), pero disminuyó aún más bajo Suleiman. Aunque Suleiman había solicitado al rey Guillermo III de Inglaterra adeptos a artesanos en 1668/69, no se sabe que haya estado involucrado en una diplomacia extranjera operativa.

### Dinamarca
En 1687, un barco de la Compañía Danesa de las Indias Orientales capturó un barco bengalí y lo transportó al puerto de Trankebar, que en ese momento era parte de una colonia danesa en la costa sureste de la India. Los bienes del barco pertenecían a comerciantes armenios de Nueva Julfa en Isfahán, Irán. Los daneses enviaron la nave con sus productos a su capital, Copenhague, donde cuatro años más tarde, un diplomático Safavida se presentó para liquidar un pago por los bienes. El 11 de diciembre de 1691, el diplomático mostró al rey Cristian V (r. 1670-99) su diploma y una carta de Suleiman I dirigida a un rey anterior, Christian III. La carta contenía un inventario inclusivo de los productos en disputa y los nombres de los comerciantes armenios. Aunque el diplomático regresó afortunado, la envoltura elegantemente adornada en la que llevaba su diploma y la carta se conserva en el Museo Danés de Arte y Diseño.

## Muerte y sucesión
Suleiman murió el 29 de julio de 1694 en Isfahán, ya sea por beber en exceso o por gota. En su lecho de muerte, le pidió a los eunucos de su corte que eligieran entre sus dos hijos, diciendo que si querían paz y tranquilidad debían elegir al mayor, Sultan Husayn, pero si querían que el imperio fuera más poderoso, entonces deberían optar por el más pequeño, Abbas Mirza. Los eunucos decidieron convertir al sultán Husayn en el nuevo sah de Irán.